# Hällaryds socken
Hällaryds socken i Blekinge ingick i Bräkne härad, uppgick 1967 i Karlshamns stad och området ingår sedan 1971 i Karlshamns kommun och motsvarar från 2016 Hällaryds distrikt i Blekinge län.
Socknens areal är 81,2 kvadratkilometer, varav land 76,4. År 2000 fanns här 1 460 invånare. Tätorten Hällaryd med Hällaryds kyrka ligger i denna socken.  

## Administrativ historik
Socknen har medeltida ursprung med en kyrka från 1200-talet.
Vid kommunreformen 1862 övergick socknens ansvar för de kyrkliga frågorna till Hällaryds församling och för de borgerliga frågorna till Hällaryds landskommun. Landskommunen inkorporerade 1952 Åryds landskommun och uppgick 1967 i Karlshamns stad som 1971 uppgick i Karlshamns kommun. Församlingen uppgick 2021 i Karlshamns församling.
1 januari 2016 inrättades distriktet Hällaryd, med samma omfattning som församlingen hade 1999/2000.  
Socknen har tillhört fögderier, tingslag och domsagor enligt vad som beskrivs i artikeln Bräkne härad.
Socken indelades fram till 1901 i 34 båtsmanshåll, vars båtsmän tillhörde Blekinges 5:e (3:e före 1845) båtsmanskompani.

## Geografi
Hällaryds socken ligger öster om Karlshamn och sträcker sig från Hällaryds skärgård med ön Tärnö, nästan upp till smålandsgränsen. Socknen består av bergshöjder i kustlandet samt sjörik skogsbygd i norra delen.

### Några orter i Hällaryds socken
Vettekulla, Nastensö, Ällestad, Svinaryd, Matvik, Boddestorp, Siggarp, Skyekärr, Trensum, Brorstorp, Ö Hoka, Häggarp, Kölja, Kopprarp, Hällaryd, Modala, Elisberg, Källaby, Farslycke, Kroksjömåla, Långehall, Hönsamåla, Tranerås, Tärnö, Bokö, Mulö, Hallö, Joggesö, Bockö.

## Fornminnen
Flera stenåldersboplatser är kända som vid Bodestorp, Matvik, Siggarp och Tärnö, antydningar om enmansgravar från samma tid finns vid Hällaryd. Järnåldersgravfält finns bland annat vid Matvik nära utloppet av ån, Trensum (rösen och stensättningar).

## Namnet
Namnet (1471 Helgerythsokn), taget från byn med detta namn, innehåller ett mansnamn Helghi (Helge) och ryd ’röjning’.

## Befolkningsutveckling
| Befolkningsutvecklingen i Hällaryds socken 1750–1990                                                    | Befolkningsutvecklingen i Hällaryds socken 1750–1990 | Befolkningsutvecklingen i Hällaryds socken 1750–1990 | Befolkningsutvecklingen i Hällaryds socken 1750–1990 | Befolkningsutvecklingen i Hällaryds socken 1750–1990 |
| --- | ---------------------------------------------------- | ---------------------------------------------------- | ---------------------------------------------------- | ---------------------------------------------------- |
| |                                                      |                                                      |                                                      |                                                      |
| År |                                                      |                                                      | Folkmängd                                            |                                                      |
| 1750 | 1750                                                 |                                                      | 699                                                  |                                                      |
| 1760 | 1760                                                 |                                                      | 906                                                  |                                                      |
| 1769 | 1769                                                 |                                                      | 1 090                                                |                                                      |
| 1780 | 1780                                                 |                                                      | 1 151                                                |                                                      |
| 1790 | 1790                                                 |                                                      | 1 128                                                |                                                      |
| 1800 | 1800                                                 |                                                      | 1 043                                                |                                                      |
| 1810 | 1810                                                 |                                                      | 1 335                                                |                                                      |
| 1820 | 1820                                                 |                                                      | 1 668                                                |                                                      |
| 1830 | 1830                                                 |                                                      | 1 848                                                |                                                      |
| 1840 | 1840                                                 |                                                      | 1 938                                                |                                                      |
| 1850 | 1850                                                 |                                                      | 2 402                                                |                                                      |
| 1860 | 1860                                                 |                                                      | 2 531                                                |                                                      |
| 1870 | 1870                                                 |                                                      | 2 837                                                |                                                      |
| 1880 | 1880                                                 |                                                      | 3 102                                                |                                                      |
| 1890 | 1890                                                 |                                                      | 3 209                                                |                                                      |
| 1900 | 1900                                                 |                                                      | 3 322                                                |                                                      |
| 1910 | 1910                                                 |                                                      | 3 299                                                |                                                      |
| 1920 | 1920                                                 |                                                      | 2 957                                                |                                                      |
| 1930 | 1930                                                 |                                                      | 2 951                                                |                                                      |
| 1940 | 1940                                                 |                                                      | 2 616                                                |                                                      |
| 1950 | 1950                                                 |                                                      | 2 187                                                |                                                      |
| 1960 | 1960                                                 |                                                      | 1 642                                                |                                                      |
| 1970 | 1970                                                 |                                                      | 1 549                                                |                                                      |
| 1980 | 1980                                                 |                                                      | 1 589                                                |                                                      |
| 1990 | 1990                                                 |                                                      | 1 509                                                |                                                      |
| Anm: Källor: Umeå universitet - Tabellverket 1749-1859, Demografiska databasen, CEDAR, Umeå universitet |                                                      |                                                      |                                                      |                                                      |

### Fotnoter
1. 1 2 3  Svensk Uppslagsbok andra upplagan 1947–1955: Hällaryd socken
2. 1 2  Harlén, Hans; Harlén Eivy (2003). Sverige från A till Ö: geografisk-historisk uppslagsbok. Stockholm: Kommentus. Libris 9337075. ISBN 91-7345-139-8
3. ↑  ”Församlingar”. Statistiska centralbyrån. https://www.scb.se/hitta-statistik/regional-statistik-och-kartor/regionala-indelningar/forsamlingar/. Läst 30 december 2022.
4. ↑  "Ostkanten" om Blekinge och Södra Möres båtsmän
5. 1 2  Sjögren, Otto (1932). Sverige geografisk beskrivning del 3 Blekinge, Kristianstads, Malmöhus och Hallands län samt staden Göteborg. Stockholm: Wahlström & Widstrand. Libris 9940
6. 1 2 3  Nationalencyklopedin
7. ↑  Fornlämningar, Statens historiska museum: Hällaryds socken
8. ↑  Fornminnesregistret, Riksantikvarieämbetet: Hällaryds socken Fornminnen i socknen erhålls på kartan genom att skriva in sockennamn (utan "socken") i "Ange geografiskt område"